# Jean Rapp
Jean, hrabě Rapp (27. dubna 1771 v Colmaru, departement Haut-Rhin, Francie – 8. listopadu 1821 v Rheinweileru, části obce Bad Bellingen v Bádensku, dnes spolková země Bádensko-Württembersko na jihozápadě Německa) byl francouzský generál doby prvního císařství.

## Život
Jean Rapp se narodil jako syn domovníka colmarské radnice. Začal studovat teologii, ale v 17 letech vstoupil do armády. Účastnil se revolučních válek a pomalu stoupal v žebříčku hodností (1793 podporučík, 1796 kapitán). Svého nadřízeného generála Desaixe doprovázel během egyptského tažení (1798–1799), kde se stal plukovníkem a dostal se do zorného pole a blízkého okolí Napoleona Bonaparte. Svou pílí a statečností se vypracoval z prostého vojáka až na brigádního generála (1803) a stal se Napoleonovým pobočníkem (1801–1814).
Roku 1800 se na příkaz císaře oženil. Jeho ženou se stala slečna Josepha Barbe Roslaie Vanlerberghe, dcera bohatého armádního dodavatele. V bitvě u Slavkova (2. prosince 1805) vedl slavný jezdecký protiútok, napadající jezdeckou carskou gardu velkoknížete Konstantina. Je autorem slavného bojového zvolání: „Ať zapláčí dámy petrohradské!“
V roce 1806 byl povýšen na divizního generála. S císařem prodělal další tažení, při kterém vynikl zejména v bitvě u Jeny (14. října 1806) a poté v bitvě u Golyminu (26. prosince 1806), kde byl těžce raněn průstřelem levé paže se střelnou zlomeninou pažní kosti. V rakouském tažení roku 1809 bojoval u Eckmühlu (21. a 22. dubna 1809), u Ebersbergu (3. května 1809). V bitvě u Aspern (bitva u Aspern-Esslingu) 22. května 1809 se vyznamenal na čele gardových fyzilírů při zadržovacích bojích. Téhož roku 12. října 1809 zachránil císaři život, neboť v poslední chvíli zadržel atentátníka Friedricha Stapse před útokem.
Za své zásluhy v tažení byl roku 1809 povýšen do stavu císařských hrabat. Byl rovněž jmenován členem Čestné legie.
Během ruské kampaně byl v bitvě u Borodina (7. září 1812) těžce raněn čtyřnásobným průstřelem. Při ústupu z Moskvy zachránil císaře podruhé, když rázným protiútokem zlikvidoval atak kozáků, usilujících o císařův život. Při přechodu Bereziny byl opět raněn, ale s Neyem pokračoval v bojích zadního voje Velké armády. Po ústupu z Ruska jako guvernér Gdaňsku (Danzig) takticky dokonale vedl jeho obranu, která vešla do válečných dějin (12. ledna 1813 až 29. prosince 1813). Kapituloval po ročním odporu jen pod slibem volného odchodu vojska do Francie. Slib nebyl dodržen a Rapp jako válečný zajatec pobýval v Rusku až do restaurace Bourbonů roku 1814.
Během Sta dní se přidal opět k Napoleonovi a byl velitelem rezervní armády 23 000 mužů, střežící pohoří Vogézy ve východní Francii. Ještě 10 dní po Waterloo dokázal dne 28. června 1815 vybojovat vítěznou bitvu proti dvojnásobné přesile koaličních vojsk blízko Štrasburku v bitvě u La Suffel.
Za druhé restaurace nabídl své služby Ludvíkovi XVIII. a stal se roku 1819 pairem a roku 1820 královským komořím.
Zemřel na karcinom žaludku v Rheinweileru, dnešní části města Bad Bellingen v Bádensku. Jeho rodné město mu na Martově poli v roce 1856 zřídilo památník na kterém je vytesán nápis, vystihující Rappův základní charakterový rys „Ma parole est sacrée“ (Mé slovo je svaté). Jeho jméno je vyryto na Vítězném oblouku v Paříži.